# Lodeva
Lodeva (Lodeva en occità; Lodève en francès) és una ciutat occitana del Llenguadoc situada al nord del departament de l'Erau, a la regió d'Occitània, a l'estat francès. L'any 2004 tenia 7.400 habitants.
En època romana s'anomenava Luteva, ciutat pertanyent a la Gàl·lia Narbonense situada entre Agatha (Agde) i Segodunum (Rodès. Fou seu del bisbat de Lodeva, el comtat de Lodeva i el vescomtat de Lodeva.
L'edifici religiós més gran de la ciutat és la catedral de Sant Fulcrà.

## Fills il·lustres
D'aquesta vila, n'eren fills el tenor-baríton Eugene Massol (1802-1887) i el músic Georges Auric.

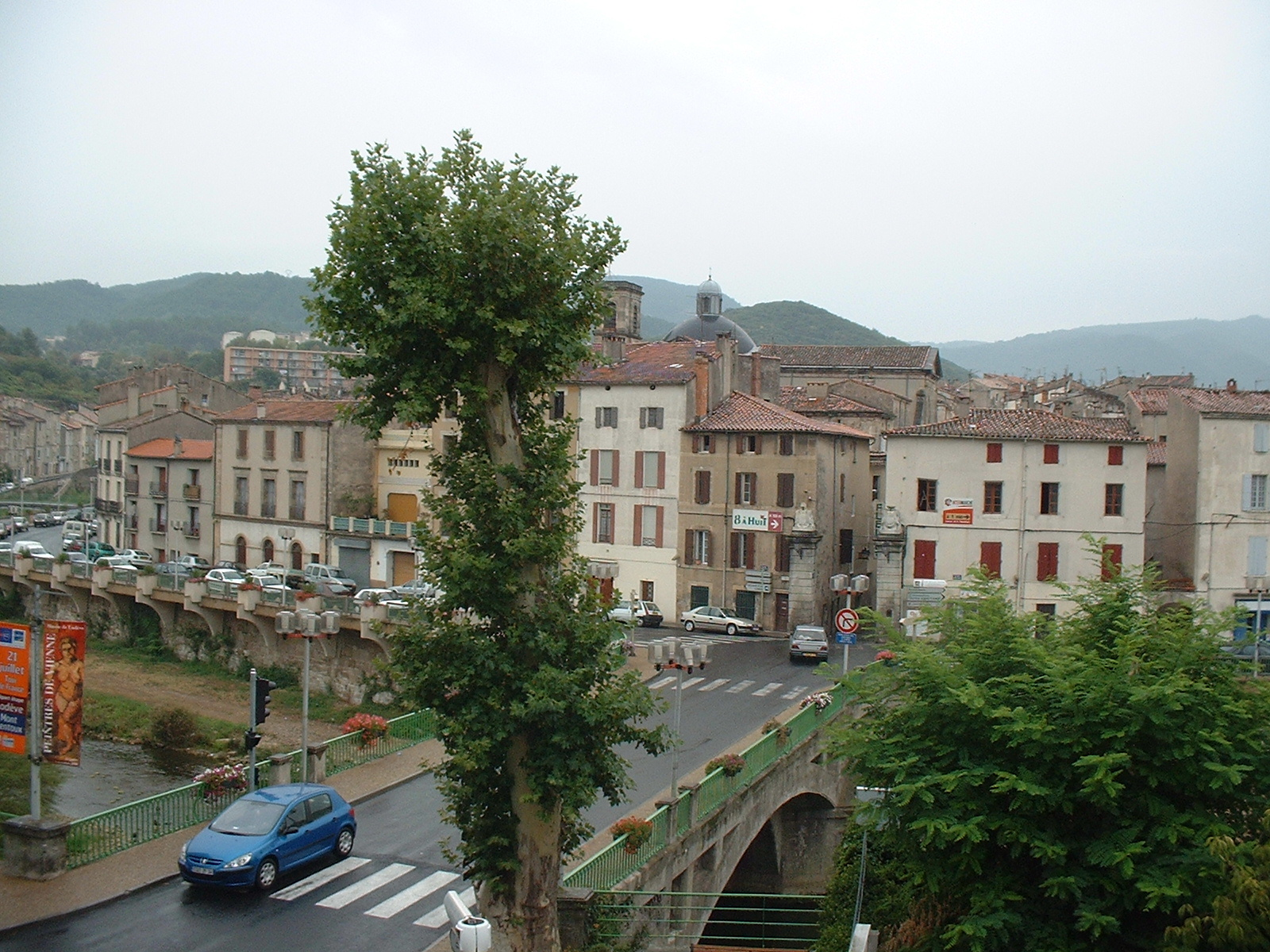
Lodeva travessat pel Lergue